# Tigers Jižní Město
Tigers Jižní Město byl florbalový klub z pražského Jižního města.
Klub navázal na úspěšný oddíl 1. HFK Děkanka (také známý jako Děkanka Praha), od kterého se v roce 2009 oddělil.
Ženský tým hrál Extraligu žen nepřetržitě od svého oddělení od klubu Děkanka, od kterého převzal extraligovou účast před sezónou 2009/2010,  až do sloučení s oddílem Start98 Praha-Kunratice po sezóně 2019/2020. Tigers (a předtím Děkanka) byl dominantním týmem ženského florbalu od sezóny 2006/2007, kdy v této pozici nahradil FBC Liberec, až do sezóny 2012/2013. V těchto sezónách tým získal všech sedm extraligových titulů (z toho první tři ještě jako Děkanka), osmý titul pak v sezóně 2016/2017. V začátku této éry, mezi březnem 2007 a únorem 2010, tedy téměř tři roky, neprohrál tým 77 zápasů v řadě. Tigers je tak historicky nejúspěšnějším týmem ženské Extraligy, společně s 1. SC Vítkovice, které Tigers dorovnaly v roce 2024.
Tým je také nejúspěšnějším ženským týmem Poháru Českého florbalu, ve kterém zvítězil osmkrát v řadě v ročnících 2006 až 2013, a nejúspěšnějším českým týmem mezinárodního turnaje Czech Open, kde zvítězil šestkrát v letech 2006 až 2010 a 2012. Jako druhý český ženský tým získal bronz na Poháru mistrů, a to dvakrát, v letech 2008 a 2009.
Tým Děkanka byl předtím také dlouhodobý účastník nejvyšší ženské soutěže. V sezónách 2006/2007 až 2008/2009 hrál ve společném týmu s hráčkami Tatran Střešovice pod názvem 1. HFK CON INVEST Děkanka Praha (nebo CON INVEST Děkanka Praha).
Start98 nahradil Tigers v Extralize žen od sezóny 2020/2021. Po třech ročnících se ze soutěže odhlásil.

## Názvy klubu
V minulosti byl tým pojmenován po svých sponzorech: Herbadent Tigers SJM, Herbadent SJM Praha 11 a Ivanti Tigers Jižní Město.

## Ženský tým

### Sezóny
| Sezóna                                                                              | Úroveň | Soutěž    | Umístění | Poznámka                                                                                      |
| ----------------------------------------------------------------------------------- | ------ | --------- | -------- | --------------------------------------------------------------------------------------------- |
| 1997/1998                                                                           | 1      | 1. liga   | 6.       | Hrála se jen základní část                                                                    |
| 1998/1999                                                                           | 1      | 1. liga   | 4.       | Hrála se jen základní část                                                                    |
| 1999/2000                                                                           | 1      | 1. liga   | 2.       | Vicemistr po prohře ve finále play-off proti 1. SC SSK Vítkovice                              |
| 2000/2001                                                                           | 1      | 1. liga   | 2.       | Vicemistr po prohře ve finále play-off proti FBC Liberec CG                                   |
| 2001/2002                                                                           | 1      | 1. liga   | 3.       | Výhra v zápase o 3. místo proti 1. SC SSK Vítkovice                                           |
| 2002/2003                                                                           | 1      | 1. liga   | 2.       | Vicemistr po prohře ve finále play-off proti FBC Liberec Crazy Girls                          |
| 2003/2004                                                                           | 1      | 1. liga   | 4.       | Prohra v zápase o 3. místo proti 1. SC SSK Vítkovice                                          |
| 2004/2005                                                                           | 1      | 1. liga   | 8.       | Vypadnutí ve čtvrtfinále play-off proti Tatran Techtex Střešovice                             |
| 2005/2006                                                                           | 1      | 1. liga   | 8.       | Vypadnutí ve čtvrtfinále play-off proti FBC Liberec Crazy Girls                               |
| 2006/2007                                                                           | 1      | Extraliga | 1.       | Mistr po vítězství ve finále play-off proti FBC Liberec ALIAZ Crazy Girls                     |
| 2007/2008                                                                           | 1      | Extraliga | 1.       | Mistr po vítězství ve finále play-off proti EVVA FbŠ Bohemians                                |
| 2008/2009                                                                           | 1      | Extraliga | 1.       | Mistr po vítězství ve finále play-off proti TJ JM Chodov                                      |
| 2009/2010                                                                           | 1      | Extraliga | 1.       | Mistr po vítězství ve finále play-off proti FBŠ Bohemians                                     |
| 2010/2011                                                                           | 1      | Extraliga | 1.       | Mistr po vítězství ve finále play-off proti FbŠ ROPRO Bohemians                               |
| 2011/2012                                                                           | 1      | Extraliga | 1.       | Mistr po vítězství ve finále play-off proti FbŠ ROPRO Bohemians                               |
| 2012/2013                                                                           | 1      | Extraliga | 1.       | Mistr po vítězství ve finále play-off proti 1. SC WOOW Vítkovice                              |
| 2013/2014                                                                           | 1      | Extraliga | 2.       | Vicemistr po prohře ve finále play-off proti 1. SC WOOW Vítkovice                             |
| 2014/2015                                                                           | 1      | Extraliga | 2.       | Vicemistr po prohře ve finále play-off proti TJ JM FAT PIPE Chodov                            |
| 2015/2016                                                                           | 1      | Extraliga | 3.       | Vypadnutí v semifinále play-off proti FAT PIPE Florbal Chodov                                 |
| 2016/2017                                                                           | 1      | Extraliga | 1.       | Mistr po vítězství ve finále play-off proti 1. SC TEMPISH Vítkovice                           |
| 2017/2018                                                                           | 1      | Extraliga | 3.       | Vypadnutí v semifinále play-off proti FAT PIPE Florbal Chodov                                 |
| 2018/2019                                                                           | 1      | Extraliga | 4.       | Vypadnutí v semifinále play-off proti 1. SC TEMPISH Vítkovice                                 |
| 2019/2020                                                                           | 1      | Extraliga | 4.       | Sezóna ukončena po dvou prohraných zápasech ve čtvrtfinále play-off proti K1 Florbal Židenice |
| Klub se sloučil s oddílem Start98 Praha-Kunratice, který převzal účast v Extralize. |        |           |          |                                                                                               |

### Známé hráčky
| - Vendula Beránková (2017–2019) - Denisa Billá (2006–2019) - Kamila Bočanová (1999–2004) - Martina Čapková (2010–2013, 2014–2018) - Jana Christianová (2015–2018) - Eliška Chudá (2018–2020) - Anet Jarolímová (2009–2014) - Kristýna Jílková (2006–2014) | - Magdalena Kotíková (1999–2002, 2006–2012) - Eliška Krupnová (2009–2015) - Zuzana Macurová (2012–2014) - Michaela Marešová (do 2004) - Jitka Procházková (2014–2017, 2018–2019) - Tereza Urbánková (2010–2013) - Hana Váňová (2006–2010) - Dominika Šteglová (2006–2016) |

### Známé trenérky
- Karolína Šatalíková a Markéta Šteglová (2006–2018)

### Známé odchovankyně
- Karolína Suchá